# Section capitale Piar
Pour les articles homonymes, voir Piar.
Section capitale Piar (Sección Capital Piar, en espagnol) est l'une des trois divisions territoriales et statistiques de la municipalité de Piar dans l'État de Bolívar au Venezuela. La législation vénézuélienne accorde le titre de Sección Capital en espagnol, ou « section capitale » en français, à certains des territoires où se situe le chef-lieu de la municipalité plutôt que celui de paroisse civile. Les deux autres divisions territoriales de la municipalité sont les paroisses civiles d'Andrés Eloy Blanco et Pedro Cova. Sa capitale est Upata, chef-lieu de la municipalité.

## Géographie

### Démographie
Hormis sa capitale Upata, chef-lieu de la municipalité, divisée en de nombreux quartiers, la division territoriale et statistique de Section capitale Piar regroupe un grand nombre de localités dont :
- Agua Blanca del Norte
- Altagracia
- Boca de Monte
- El León
- El Pueblito
- El Salto
- El Tigre
- Guanaima
- La Grula
- La Josefina
- La Sabanita
- Las Moreas
- Los Culíes
- Los Mamonales
- Los Rosos
- Monte Ralo
- Mundo Nuevo
- Parcelamiento La Madama
- Parcelamiento Madre Vieja
- Parcelamiento Sucuta
- Platanal
  - Platanal Este
  - Planatal Oeste
- Rosa Blanca
- Río Yocoima
- Sabaneta
- San Cayetano
- San Lorenzo
- Santa María de Upata
- San Mateo
- Santa Rosa
- Upata
  - 3 de Mayo
  - Barrio Maturín
  - El Corozo
  - La Armonía
  - La Caramuca
  - La Romana
  - Las Guarataras
  - Los Chivos
  - Los Chorros
  - Manuel Carlos Piar
  - Merecure
  - Sierra
  - Terrazas de la Armonía
  - Urbanización Carlos Enrique Alvárez
- Villa Flor